# Park Decjusza
Park Decjusza – zabytkowy park znajdujący się w Krakowie, w dzielnicy VII Zwierzyniec, pomiędzy ulicą Królowej Jadwigi a ulicą 28 Lipca 1943 roku, na Woli Justowskiej. Jest najstarszym parkiem w mieście.

## Historia
Park został założony ok. 1535 roku wraz z willą Decjusza jako miejsce wypoczynku sekretarza króla Zygmunta Starego, Justa Ludwika Decjusza. Projektem parku zajęli się włoscy architekci (m.in. Jan Cini, Zenobiusz Zanotti). W XVI wieku w części północnej posiadłości był to ogród włoski (wczesnorenesansowy), kwaterowy, tarasowy, z sześcioma średniej wielkości i dwoma mniejszymi kwaterami, ze stawami i rozlewiskami w dolinie Rudawy, z młynem i hamernią. Ogród ulegał przekształceniom w czasie przebudowy wilii przez następnych właścicieli, przez ogród barokowy (francuski), po ogród angielski typu krajobrazowego w XIX wieku wykorzystujący walory krajobrazowe otoczenia. Teren od wschodu, na osi widokowej w kierunku Wawelu, zajmowały klomby, pasmo drzew i figura św. Andrzeja. Od strony północnej między tarasem wilii i oficyną znajdowały się kamienne mury otaczające rozarium, połączone z domem gankiem podziemnym. Dalej na północ, na osi widokowej ku Bronowicom, powstała nowa, parkowa kompozycja. Występował tu swobodny układ ścieżek, które wiły się między klombami, zagajnikami, stawem oraz płynącym potokiem (obecnie okresowy). Wzdłuż potoku postawiono mur z łamanego kamienia wapiennego z przepustem, z beczkowym sklepieniem z cegły. Od strony zachodniej aleja prowadziła do Lasu Wolskiego i skałek rezerwatu Panieńskich Skał.
Park w drugiej połowie XIX wieku dalej był zmieniany, przesunięto drogę w miejsce obecnej ulicy 28 Lipca 1943 roku (wjazd do wilii od strony południowej), powstał też ogród zimowy od strony północnej. W latach I wojny światowej wojska austriackie przejęły posiadłość na kwaterunek, co wiązało się z dewastacją wnętrza willi oraz doszło do wycinki większości drzew na potrzeby armii. W 1918 roku, po śmierci Marcelego Czartoryskiego (syna Marceliny Czartoryskiej), ówczesnego właściciela posiadłości, willę z przeznaczeniem na pensjonat zakupiła Spółka Wola Justowska. Po zakończeniu działań wojennych podejmowała ona próby przywrócenia świetności tego miejsca, także na terenie parku.

## Charakterystyka, stan obecny (2022)
W latach 90. XX wieku i przejęciu obiektów przez Gminę Miejską Kraków podjęto działania rewaloryzacyjne i przywrócono dawny stan willi z czasów przebudowy realizowanej przez Marcelinę Czartoryską według projektu Tadeusza Stryjeńskiego. Rewaloryzacji poddano także oficynę zw. Domem Łaskiego (prace ukończono w 1998 roku). W 2000 roku wybudowana została nowa oficyna zwana Domem Erazma, którą przeznaczono na hotel. W 1995 roku Miasto Kraków przekazało willę Stowarzyszeniu Willa Decjusza. Do 2018 roku zielenią w parku zajmował się Zarząd Infrastruktury Komunalnej i Transportu w Krakowie, obecnie po przekształceniach Zarząd Zieleni Miejskiej.

Park zajmuje niecałe 10 ha powierzchni. Drzewostan parku to zbiór kilkuset drzew różnego rodzaju i wielkości, osiem z nich jest wpisanych do rejestru pomników przyrody na terenie miasta Krakowa (stan na 2020 rok):
- sosna wejmutka – 1997, obwód pnia 264 cm
- jesion wyniosły – 1997, 385 cm
- jesion wyniosły – 1997, 312 cm
- buk pospolity odmiana purpurowa – 2003, 300 cm
- wiąz szypułkowy – 2007, 434 cm
- klon jawor – 2017, 351 cm
- lipa drobnolistna – 2018, 303 cm
- lipa drobnolistna – 2018, 408 cm.

Część drzewostanu nie wpisana do rejestru to pozostałość szpalerów lipowych lub grabowych. Występują tu także duże zespoły skrzydłorzecha kaukaskiego (30 sztuk przy Galerii Chromego i 6 sztuk przy Domu Łaskiego, które w pierśnicy mają 270 i 295 cm. W parku znajduje się również lipa szerokolistna odmiany strzępiastej, dwupniowa o obwodach 120 i 140 cm.
Występują tu także krzewy: leszczyna, bez czarny, głóg, berberys, ligustr, jaśmin.

W murawie spotyka się wiosną zawilca gajowego i żółtego, konwalię majową, miodunkę, poziomkówkę indyjską.
Ptaki, które można zobaczyć w parku przylatują tu z pobliskiego Lasu Wolskiego. Są to: sroki, gawrony, kawki, wrony siwe, sójki, kosy, szpaki, dzięcioły zielone i duże, gołębie grzywacze, sikorki i wróble. Spotyka się tu także inne zwierzęta jak wiewiórki, kuny leśne, jeże, czasem lisy. One także przybywają do parku z Lasu Wolskiego.
Na terenie parku znajdują się:
- Willa Decjusza,
- Dom Łaskiego,
- Dom Erazma – hotel znajdujący się w drugiej oficynie willi Decjusza,
- Autorska galeria rzeźb i malarstwa Bronisława Chromego, utworzona w 1995 w starej muszli koncertowej,
- Pomnik Piwnicy pod Baranami autorstwa Bronisława Chromego w bezpośrednim sąsiedztwie jego galerii – od 2000,
- Pomnik Fryderyka Chopina autorstwa Bronisława Chromego,
- liczne rzeźby plenerowe autorstwa Bronisława Chromego
- Siedziba fundacji „Bronisław Chromy Art” – od 1995.

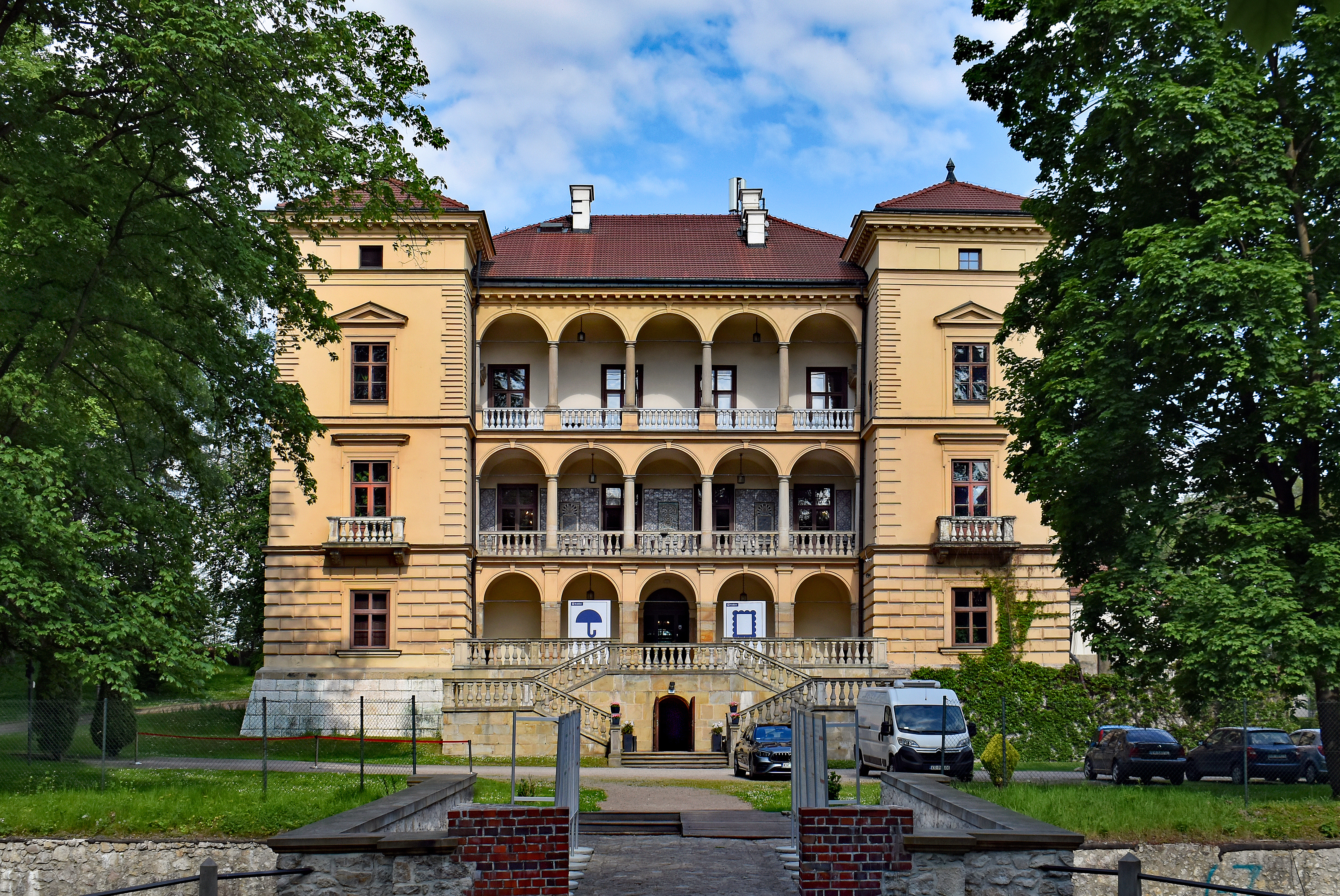
Willa Decjusza
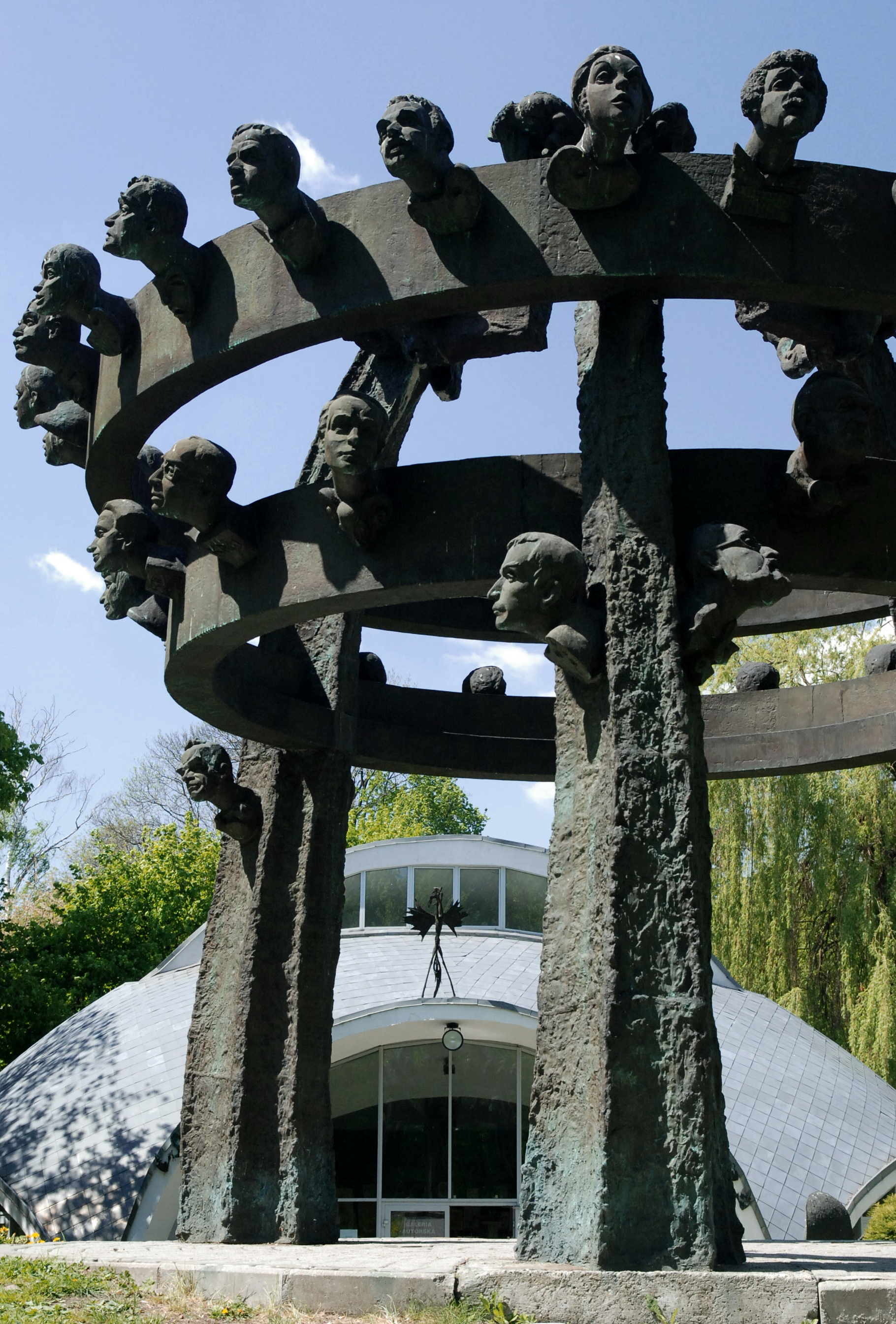
Pomnik Piwnicy pod Baranami
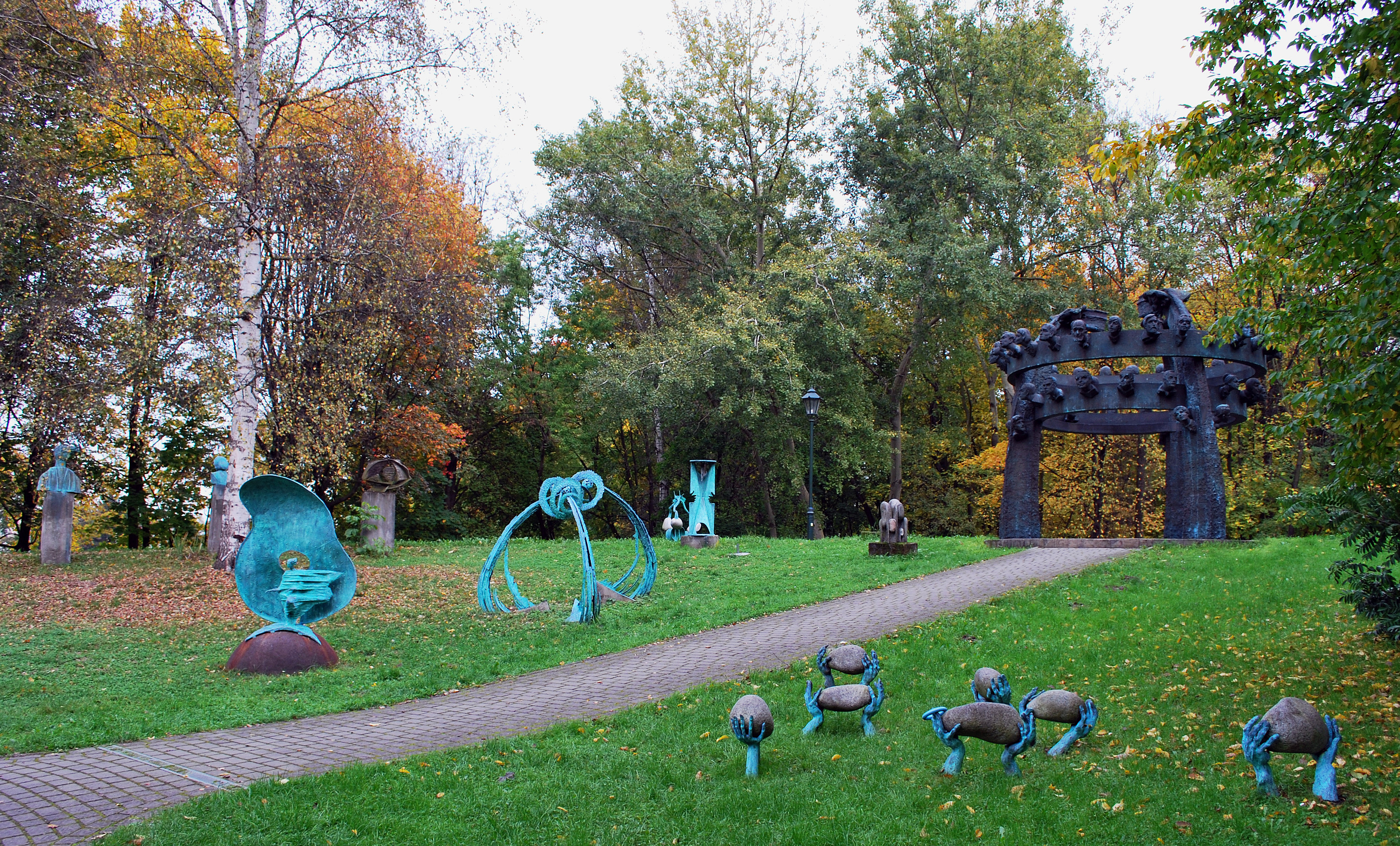
Autorska Galeria Rzeźby Bronisława Chromego
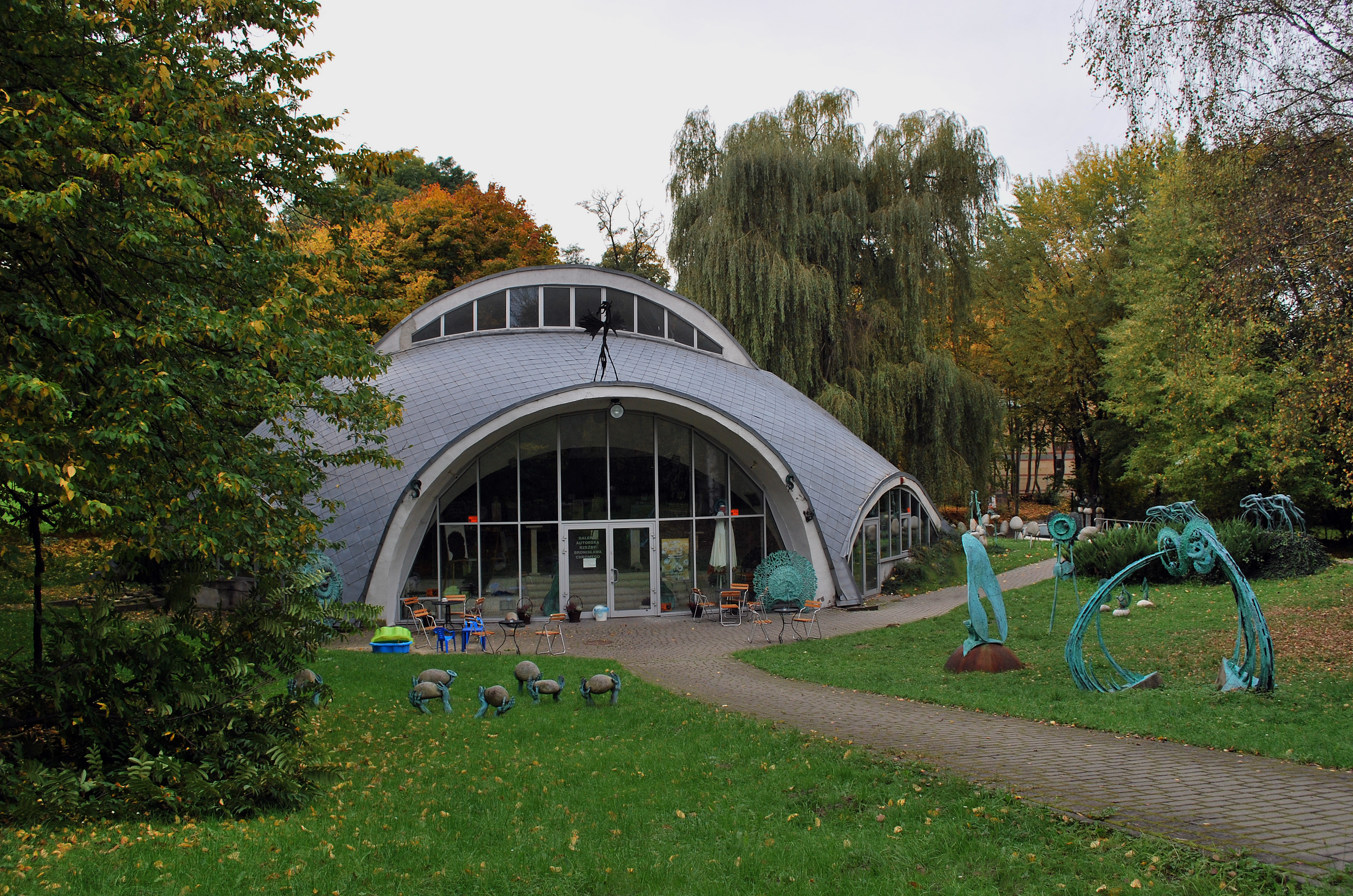
Budynek Galerii, dawna muszla koncertowa
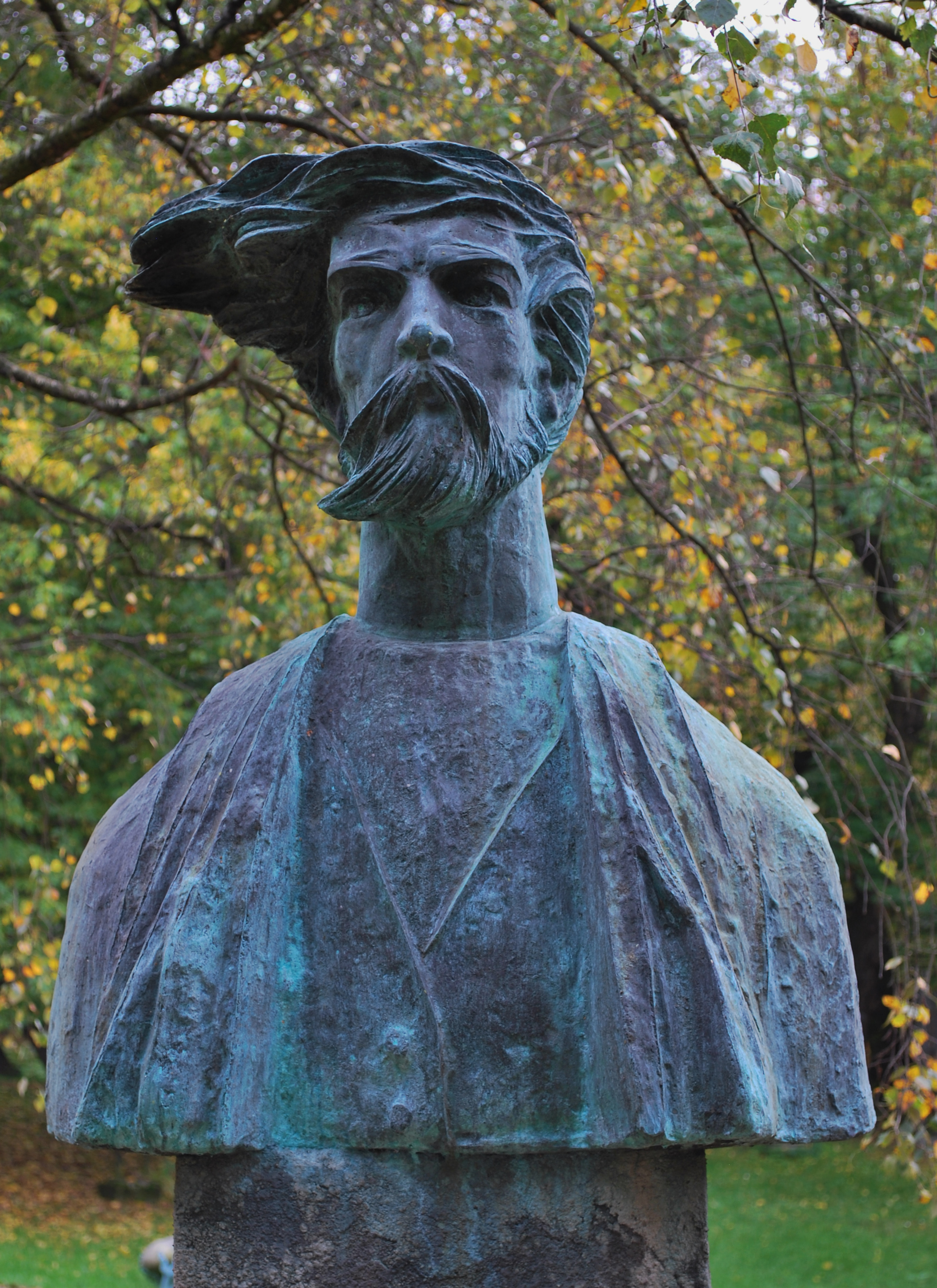
Popiersie Stanisława Wyspiańskiego